# Deutschlandradio

Logo di Deutschlandfunk

Logo di Deutschlandfunk Nova

Logo di Deutschlandfunk Kultur

Deutschlandradio (DRadio; in precedenza DLR) produce i tre canali radiofonici nazionali Deutschlandfunk, Deutschlandfunk Nova (entrambi da Colonia) e Deutschlandfunk Kultur (da Berlino). È un ente pubblico istituito il 1º gennaio 1994 con sede, appunto, a Colonia e Berlino: la direzione e l'amministrazione sono a Colonia.
Deutschlandradio ha entrate annuali pari a 180 milioni di euro (2006); si autodefinisce "radio nazionale".